# Lempster
Lempster är en kommun (town) i Sullivan County i delstaten New Hampshire, USA. Vid folkräkningen år 2010 bodde 1 154 personer på orten. Den har enligt United States Census Bureau en area på totalt 84,9 km² varav 1,1 km² är vatten. 